# Aleksandr Anufrijew
Aleksandr Aleksandrowicz Anufrijew (ros. Александр Александрович Ануфриев, ur. 1 czerwca 1926 we wsi Iżma w Komi-Zyriańskim Obwodzie Autonomicznym, zm. 26 września 1966 na rzece Peczorze w okolicach Narjan-Maru) – radziecki lekkoatleta (długodystansowiec), medalista olimpijski z 1952.
Był Komiakiem. Zdobył brązowy medal w biegu na 10 000 metrów na igrzyskach olimpijskich w 1952 w Helsinkach, za Emilem Zátopkiem z Czechosłowacji i Alainem Mimounem z Francji. Startował również w biegu na 5000 metrów, gdzie wygrał bieg eliminacyjny, ale w finale zajął 10. miejsce.
Zajął 8. miejsce w biegu na 10 000 metrów na mistrzostwach Europy w 1954 w Bernie.
31 maja 1952 w Kijowie jako pierwszy zawodnik ZSRR przebiegł dystans 10 000 metrów poniżej 30 minut, osiągając czas 29:44,0. Trzykrotnie ustanawiał rekord ZSRR na tym dystansie (do wyniku 29:23,2 7 czerwca 1953 w Moskwie), a raz w biegu na 5000 metrów (13:58,8 6 czerwca 1953 w Moskwie, pierwszy wynik poniżej 14 minut). Był mistrzem ZSRR na 5000 metrów w 1951 i mistrzem RFSRR na 5000 metrów i na 10 000 metrów w tym samym roku.
Zmarł tragicznie w wypadku komunikacyjnym na Peczorze 10 kilometrów od Narjan-Maru.